# Single document interface
 (décembre 2022).
Si vous disposez d'ouvrages ou d'articles de référence ou si vous connaissez des sites web de qualité traitant du thème abordé ici, merci de compléter l'article en donnant les références utiles à sa vérifiabilité et en les liant à la section « Notes et références ».
 (décembre 2022).

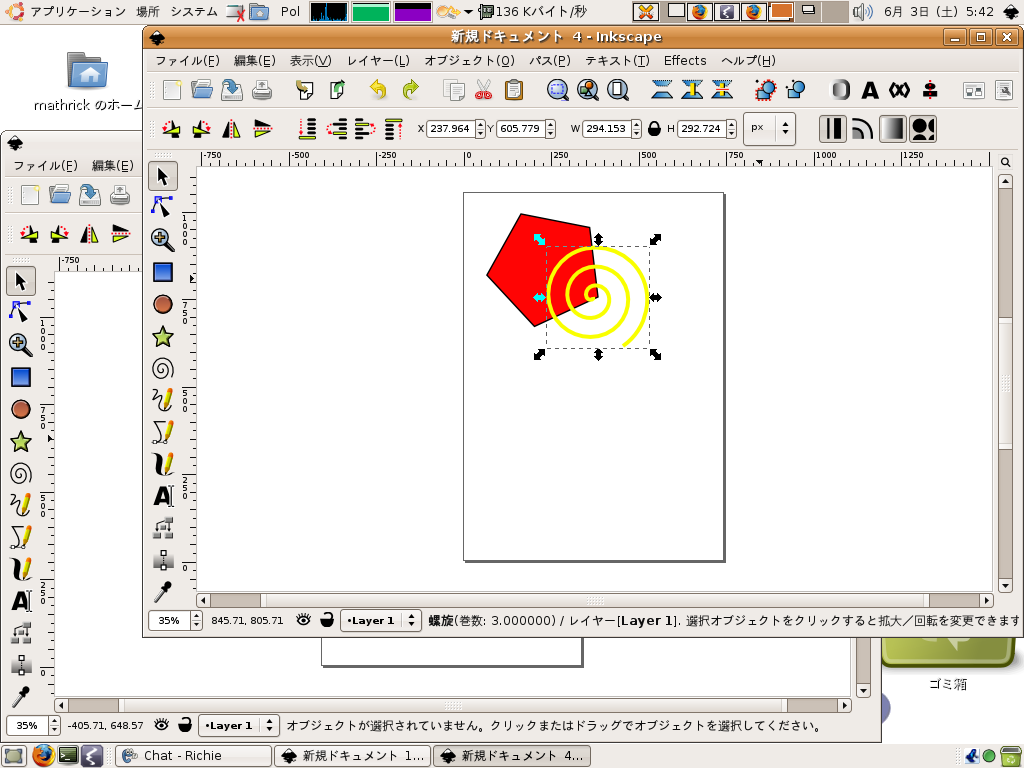
Inkscape utilise le système SDI.

En Informatique, Single Document Interface, ou SDI, est une méthode d'organisation de l'interface graphique d'une application multi-fenêtrée. L'application se décompose en une ou plusieurs fenêtres gérées individuellement par le système d'exploitation. Une fenêtre n'a donc pas de fenêtre "parente" contenant un menu ou une barre d'outils globale ; à la place, chacune des fenêtres dispose de son propre menu ou de sa propre barre d'outils.
Son principal concurrent est le mode MDI, Multiple document interface. Un troisième mode émerge aujourd'hui[Quand ?], le TDI (Tabbed document interface).
Voir la page du Multiple document interface pour une comparaison entre MDI et SDI.